# Dones a Veneçuela
Les dones a Veneçuela han tingut una gran influència en la societat del país durant segles. Han estat líders polítiques, artistes, empresàries i han tingut un paper fonamental en la vida familiar i comunitària. A pesar d'aquestes contribucions, les dones veneçolanes han hagut de lluitar per aconseguir la igualtat de drets i oportunitats amb els homes.
El feminisme ha estat un moviment important a Veneçuela, amb dones que han lluitat per la igualtat de gènere i per erradicar la violència de gènere. Malgrat alguns avenços, encara hi ha desigualtats entre homes i dones en àmbits com l'educació, l'ocupació i la salut.
Les dones veneçolanes també han estat les protagonistes de la solidaritat i la cooperació durant els moments de crisis econòmica i política al país. Moltes han creat grups de dones per ajudar-se mútuament i han format part de moviments de resistència pacífica per a la democràcia i la justícia social.

## Rols de gènere
Malgrat que a Veneçuela els rols de gènere han anat canviant al llarg del temps i que les dones són jurídicament iguals als homes, encara hi ha algunes estereotips que es mantenen en la societat patriarcal veneçolana. Per exemple, sol esperar-se que els homes siguin proveïdors i protectors de la família, mentre que les dones són les responsables de les tasques domèstiques i de la cura de fills i filles. Aquests estereotips de gènere poden ser restrictius i limitar la llibertat de les persones per escollir com volen viure la seva vida.

## Matrimoni i família
El matrimoni i la família són institucions importants a Veneçuela, i la majoria de les persones aspiren a formar una família i a mantenir relacions de parella estables. No obstant, la realitat del matrimoni i la família a Veneçuela és complexa i ha estat influenciada per factors com la cultura, la religió, la història i els canvis socials.
Històricament, el matrimoni a Veneçuela ha estat entès com a una institució heteronormativa i patriarcal, amb rols de gènere estereotipats i una estructura de poder desigual entre homes i dones. No obstant, aquesta visió del matrimoni i la família ha anat canviant al llarg del temps i avui dia hi ha més diversitat en les relacions de parella i en les estructures familiars.
El 1982, el dret de família es va revisar, proporcionant la igualtat de gènere en el matrimoni.

## Violència de gènere
La violència de gènere és un problema greu a Veneçuela i una violació dels drets humans de les dones. La violència de gènere inclou tota mena de violència física, sexual i psicològica que es fa a les dones per motius relacionats amb el gènere. Les dones a Veneçuela han estat víctimes de violència durant segles i aquesta violència és una manifestació de la desigualtat de gènere i del patriarcat que existeix a la societat. La violència de gènere és un problema que afecta a totes les classes socials i a totes les edats, i pot ser especialment perjudicial per a les dones més vulnerables, com ara les dones pobres, les dones indígenes i les dones migrants.
El 2007, es va aprovar al país la Ley Organica Sobre el Derecho de las Mujeres a una Vida Libre de Violencia (Llei Orgànica Sobre el Dret de les Dones a una Vida Lliure de Violència).

## Política
El sufragi femení a Veneçuela es va concedir per primera vegada amb la Constitució del 1947, considerada la més liberal políticament i socialment en comparació amb les seves predecessores. Les dones havien començat a organitzar-se a la dècada del 1930 i 1940 després de la mort del dictador Juan Vicente Gómez. Però no va ser fins a la dècada del 1950 que es van implicar dones de totes les classes socials, i no només dones de classe mitjana. Les dones també van participar en les lluites guerrilleres durant la dècada del 1960, però no van assumir papers de lideratge a causa del caràcter organitzatiu dominat per homes d'aquests grups combatents. A la dècada del 1970, les dones van intentar organitzar-se de forma autònoma a través dels anomenats Círculos Femeninos Populares (Cercles Femenins Populars), abordant els problemes de les dones pobres i ajudant-les en iniciatives de salut, educació i ocupació. No obstant, la seva dependència de finançament extern i suport de les ONG governades per homes sovint va restringir els seus objectius.
Amb l'elecció d'Hugo Chávez com a president, es va adoptar una nova constitució el 1999, que incloïa l'article 21 que estableix el principi d'igualtat i no permet cap discriminació «per raça, sexe, creença o posició social». El moviment chavista també va suposar un ressorgiment en la participació de les dones en la política i la creació d'un Institut Nacional per a les Dones (INAMujer). Aquest òrgan va supervisar grups com les Fuerzas Bolivarianas (Forces Bolivàries de Dones) i els Puntos de Encuentro (Punts de Trobada), formats per dones compromeses amb Chávez i la seva administració, i que donaven suport als programes que s'implementaven. Aquests programes socials tenien com a objectiu proporcionar l'alfabetització de la classe baixa, formació laboral, assistència sanitària, ajuda per obtenir títols de secundària i universitaris, i proporcionar àpats diaris als barris més desfavorits. Tot i que les dones eren les principals participants d'aquests programes, no s'adreçaven exclusivament a les dones, sinó a tota la població.
Tot i que la mobilització de dones va augmentar a Veneçuela amb Chávez, aquestes dones no es comprometien amb una agenda de gènere com ho feien altres grups feministes a Amèrica Llatina en aquell moment. Algunes dones veneçolanes es van centrar en la defensa del chavisme i, tot i que van desafiar alguns aspectes de la subordinació de les dones, també van rebutjar la idea d'identificar-se amb el feminisme. Les feministes sovint eren vistes com a militants públiques amb actituds antifamíliars i que odiaven els homes, posant en perill l'ordre social establert.

### Representació
El 1997, l'article 144 de la Llei orgànica de sufragi i participació política va establir una quota del 30% de dones a les llistes de les candidatures parlamentàries. L'any 2000, el Consell Nacional Electoral va suspendre aquest article, declarant-lo inconstitucional perquè violava el principi d'igualtat de l'article 21. La conseqüència prevista d'aquesta suspensió hauria estat la paritat i un augment de la quota al 50%, però no s'ha aplicat i no s'ha aplicat i no es prenen mesures per a la infracció de les legislacions. El 2019, 38 dels 165 diputats i diputades elegides a l'Assemblea Nacional eren dones (el 23%).
El nombre de ministeris dirigits per dones polítiques ha disminuït, en comparació amb el gabinet final de Chávez, passant del 39% al 24%. El Tribunal Suprem amb 32 jutges designats (16 dones i 16 homes) és l'única institució de Veneçuela que presenta la paritat de gènere en els seus membres.
A nivell comunitari cada vegada estan més presents les dones, la qual cosa és crucial en l'apoderament de les dones de classe baixa. Tot i això, aquestes dones líders dels consells comunals han informat que la seva presència és ignorada als nivells més alts i que estan sent excloses de les oportunitats polítiques.

## Veneçolanes destacades

### Activistes
- Ana María Campos
- Argelia Laya
- Carmen Clemente Travieso
- Jacqueline Saburido
- Lilian Tintori
- María Corina Machado
- Nora Castañeda
- Rafaela Requesens
- Rayma Suprani
- Tamara Adrián
- Zuleyma Tang-Martínez

### Actrius
- Adita Riera
- Alicia Plaza
- Bárbara Garófalo
- Beatriz Valdés
- Beba Rojas
- Carla Baratta
- Carmen Julia Álvarez
- Catherine Fulop
- Chantal Baudaux
- Chiquinquirá Delgado
- Clara Perez
- Claudia La Gatta
- Crisol Carabal
- Daniela Alvarado
- Daniela Bascopé
- Dora Mazzone
- Doris Wells
- Eileen Abad
- Electra i Elise Avellan
- Elizabeth Avellán
- Eloísa Maturén
- Erika de la Vega
- Francis Romero
- Gabriela Vergara
- Gaby Espino
- Gioia Arismendi
- Gledys Ibarra
- Irma Palmieri
- Jeinny Lizarazo
- Julie Restifo
- Juliette Pardau
- Laura Termini
- Lourdes Valera
- Lupita Ferrer
- Malena Alvarado
- Margarita Mora
- María Conchita Alonso
- María Gabriela de Faría
- Marialejandra Martín
- Marisa Román
- Mayra Alejandra
- Mimí Lazo
- Mónica Pasqualotto
- Patricia Velásquez
- Paula Woyzechowsky
- Raquel Yánez
- Ruddy Rodríguez
- Samantha Castillo
- Sonya Smith

### Advocades
- Ana Mercedes Díaz Cardozo
- Andreína Tarazón
- Blanca Ibáñez
- Cilia Flores
- Delcy Rodríguez
- Delsa Solórzano
- Elisa Trotta Gamus
- Iris Varela
- Ixora Rojas Paz
- Katherine Haringhton
- Laidy Gómez
- Liliana Ortega
- Lolita Aniyar de Castro
- Luisa Estella Morales
- Luisa Ortega Díaz
- María Bolívar
- Maria Gabriela Brito
- María Teresa Belandria
- Tamara Sujú

### Artistes
- Ani Villanueva
- Azalea Quiñones
- Carla Arocha
- Cristina Merchán
- Daniella Isamit Morales
- Elisa Elvira Zuloaga
- Elsa Gramcko
- Faride Mereb
- Gego
- Lía Bermúdez
- Luchita Hurtado
- Magdalena Fernández
- María Gabriela Brito
- María Luisa Zuloaga de Tovar
- María Teresa Torras
- Mercedes Pardo
- Seka Severin de Tudja
- Tecla Tofano

### Aviadores
- Ana Branger
- Luisa Elena Contreras Mattera
- Mary Calcaño

### Ballarines
- Eloísa Maturén
- Irma Contreras
- Karen Hauer
- Scarlet Gruber
- Sonia Sanoja

### Cantants
- Aérea Negrot
- Aida Navarro
- Alexandra Mey
- Anaís Vivas
- Aneeka
- Bárbara Garofalo
- Canelita Medina
- Cecilia Todd
- Conny Méndez
- Diosa Canales
- Elizabeth Ayoub
- Floria Márquez
- Gabriela Spanic
- Graciela Naranjo
- Hana Kobayashi
- Lila Morillo
- Lilia Vera
- Lilibeth Morillo
- Magdalena Sánchez
- Marger Sealey
- María Conchita Alonso
- María Gabriela de Faría
- María Teresa Chacín
- Marielena Davila
- Mayré Martínez
- Mirla Castellanos
- Morella Muñoz
- Paola Galué
- Ruddy Rodríguez
- Sheryl Rubio
- Soledad Bravo
- Susej Vera
- Tina More
- Trina Medina
- Vanessa Suárez

### Científiques
- Alejandra Melfo
- Hilda Pérez Carvajal
- Josefa Celsa Señaris
- Kathy Vivas
- María-Esther Vidal
- Marie-Claude Mattéi-Müller
- Mayly Sánchez
- Mónica Kräuter
- Virginia Pereira Álvarez

### Empresàries
- Carmen Busquets
- Carolina Herrera
- Eloísa Maturén
- Hilda Ochoa-Brillembourg
- María Bolívar
- Maribel Parra de Mestre
- Nora Castañeda

### Escriptores
- Alegría Bendayán de Bendelac
- Alicia Freilich
- Ana Enriqueta Terán
- Ana Mercedes Pérez
- Ana Nuño
- Antonia Palacios
- Azalea Quiñones
- Carmen Clemente Travieso
- Celeste Olalquiaga
- Clotilde Crespo de Arvelo
- Conny Méndez
- Dilia Díaz Cisneros
- Elisa Lerner
- Enriqueta Arvelo Larriva
- Esdras Parra
- Eva Golinger
- Faride Mereb
- Flor Isava Fonseca
- Graciela Rincón Calcaño
- Hanni Ossott
- Higinia Bartolomé de Alamo
- Ibéyise Pacheco
- Ida Gramcko
- Lotty Ipinza
- Lucía Raynero Morales
- Lucila Luciani de Pérez Díaz
- Luz Machado
- María Antonieta Gutiérrez
- María Calcaño
- Maria Gabriela Brito
- María Teresa Castillo
- Mercedes Carvajal de Arocha
- Mercedes Franco
- Miyó Vestrini
- Natividad Barroso
- Nora Bustamante Luciani
- Perla Farías
- Sonia Chocrón
- Sonia Sanoja
- Stefania Mosca
- Teresa de la Parra

### Esportistes
- Adriana Lovera
- Adriana Pérez
- Alejandra Benítez
- Aleoscar Blanco
- Alexyar Cañas
- Amarilis Villar
- Anabel Guzmán
- Andrea Fernanda Tovar
- Andrea Gámiz
- Andrea Purica
- Andreina Pinto
- Angie González
- Anneliese Rockenbach
- Arlen Lovera
- Arlene Semeco
- Aymet Uzcátegui
- Belkis Leal
- Betsi Rivas
- Carla Carvalho
- Cinthia Zarabia
- Claudia Rodríguez
- Dacyl Pérez
- Daniela Larreal
- Danielys García
- Daniuska Rodríguez
- Dayana Martinez
- Dayana Rodríguez
- Desiree Glod
- Deyna Castellanos
- Elvismar Rodríguez
- Erin Volcán
- Flor Velázquez
- Frances Silva
- Francis Gómez
- Franyely Rodríguez
- Gabriela García
- Gabriela Paz
- Garbiñe Muguruza
- Génesis Franchesco
- Génesis Romero
- Gerda Muller
- Gheraldine Quijada
- Giovanna Blanco
- Gisela Cerezo
- Gleydimar Tapia
- Graciela Márquez
- Idalys Pérez
- Ileana Morales
- Ingrid Sander
- Inmara Henríquez
- Iriner Jiménez
- Isis Giménez
- Ivis Poleo
- Jackelin Díaz
- Jayce Andrade
- Jaylis Oliveros
- Jennifer Cesar
- Jeserik Pinto
- Jessica López
- Joemar Guarecuco
- Johana Fuenmayor
- Judith Chacón
- Karla Fernández
- Karla Torres
- Katty Santaella
- Keivi Pinto
- Kika Moreno
- Leidys Brito
- Leury Basanta
- Lilibeth Chacón
- Lisbeth Bandrés
- Lisbeth Castro
- Lucía Vaamonde
- Luniuska Delgado
- Luzmary Guedez
- Maikerlin Astudillo
- Maleike Pacheco
- Maria Briceno
- María Eugenia Rodríguez
- María Hung
- María Peraza
- Maria Valero
- María Vento-Kabchi
- María Villapol
- Mariaesthela Vilera
- Marialba Zambrano
- Mariana Muci
- Marianela Huen
- Marina Giral Lores
- Melissa Mazzotta
- Mercedes Toledo
- Michelle Romero
- Milagros Mendoza
- Milagros Sequera
- Milena Gimón
- Minorka Mercado
- Nadia Echeverría Alam
- Nairelis Gutiérrez
- Naomi Soazo
- Naryury Pérez
- Natasha Rosas
- Nediam Vargas
- Neidy Romero
- Neily Carrasquel
- Nercely Soto
- Nikol González
- Norma Santini
- Nubiluz Rangel
- Oriana Altuve
- Paola Ruggieri
- Paola Villamizar
- Roslandy Acosta
- Rudymar Fleming
- Sandra Luzardo
- Shirley Florián
- Soleidys Rengel
- Solenny Villasmil
- Sonia O'Neill
- Stefany Hernández
- Tahicelis Marcano
- Teófila Márquiz
- Ursula Selle
- Vania Vázquez
- Verona Villegas
- Verónica Gómez
- Wendy Romero
- Wilmary Álvarez
- Xiomara Griffith
- Yanel Pinto
- Yaniuska Espinosa
- Yaribeth Ulacio
- Yenifer Giménez
- Yerliane Moreno
- Yessica Paz
- Yosneidy Zambrano
- Ysaura Viso
- Ysis Barreto
- Yusleidy Figueroa
- Yusmely García
- Yusmery Ascanio
- Zuralmy Rivas

### Models
- Adahisa Peña
- Adriana Vasini
- Aída Yéspica
- Ainett Stephens
- Alexandra Braun
- Alexandra Mey
- Alix Sosa
- Alyz Henrich
- Ana Carolina Ugarte
- Ana Cepinska
- Ana Karina Áñez
- Andrea Milroy
- Andreína Castro
- Andreína Gomes
- Anyela Galante
- Aymar Aristiguieta
- Bárbara Garofalo
- Carla Rodrigues
- Carolina Izsak
- Carolina Tejera
- Chantal Baudaux
- Charyl Chacón
- Chicas Polar
- Christina Dieckmann
- Claudia La Gatta
- Claudia Suárez
- Consuelo Adler
- Corina Smith
- Daniela Kosán
- Daniela Morales
- Daniela Navarro
- Dayana Borges
- Dayana Garroz
- Dayana Mendoza
- Debora Menicucci
- Desiree Ortiz
- Diana Croce
- Diosa Canales
- Dominika van Santen
- Emmarys Pinto
- Federica Guzmán
- Flávia Gleske
- Francys Sudnicka
- Gabriela Concepción
- Gabriela Fernández
- Gabriela Isler
- Gabriela Vergara
- Gabriella Ferrari
- Gaby Espino
- Génesis Carmona
- Gioia Arismendi
- Goizeder Azúa
- Hannelly Quintero
- Hildaly Domínguez
- Isabella Rodríguez
- Ivanna Vale
- Ivonne Reyes
- Jeinny Lizarazo
- Jennipher Bortolas
- Jessica de Abreu
- Jictzad Viña
- Jossie Nikita Marques Spear
- Karen Soto
- Karina Rivero
- Keidy Moreno
- Keysi Sayago
- Laksmi Rodríguez
- Ligia Hernández
- Ligia Petit
- Ly Jonaitis
- María de Luz Da Silva
- María Lourdes Caldera
- María Luisa Flores
- Mariam Habach
- Mariana Jiménez
- Mariángel Ruiz
- Mariem Velazco
- Maritza Sayalero
- Marjorie de Sousa
- Marjorie Magri
- Marlene de Andrade
- Melissa Jiménez
- Migbelis Castellanos
- Mónica Pasqualotto
- Mónica Spear
- Natascha Brandt
- Natasha Domínguez
- Nathaly Navas
- Niurka Acevedo
- Norkys Batista
- Osmariel Villalobos
- Paola Galué
- Patricia Velásquez
- Patricia Zavala
- Rosangélica Piscitelli
- Rosmeri Marval
- Sandrina Bencomo
- Sara Angelini
- Sheryl Rubio
- Sheyene Gerardi
- Sthefany Gutiérrez
- Susan Carrizo
- Susana Duijm
- Susej Vera
- Thalía Olvino
- Tiffany Andrade Roche
- Valentina Figuera
- Valentina Patruno
- Vanessa Peretti
- Vanessa Suárez
- Veronica Schneider
- Veruska Ljubisavljević
- Veruska Ramírez
- Wanda D'Isidoro
- Yuvanna Montalvo

### Periodistes
- Adriana Cisneros
- Adriana Monsalve
- Alejandra Gutierrez Oraa
- Alicia Freilich
- Ana Mercedes Perez
- Anna Vaccarella
- Carmen Clemente Travieso
- Carolina Padrón
- Carolina Sanchez
- Desiree Ortiz
- Eladio Lárez
- Elizabeth Pérez
- Eloísa Maturén
- Eva Golinger
- Fabiana Rosales
- Goizeder Azúa
- Ibéyise Pacheco
- Lil Rodríguez
- Lindsay Casinelli
- Luz Mely Reyes
- Margarita D'Amico
- María Teresa Castillo
- Mariana Atencio
- Marta Colomina
- Milena Gimón
- Miyó Vestrini
- Nella De Luca
- Patricia Poleo
- Rosalinda Serfaty
- Shirley Varnagy
- Sofía Ímber
- Susana Rotker
- Teresa López Bustamante
- Vanessa Neumann

### Pianistes
- Alba Quintanilla
- Clara Rodríguez
- Gabriela Montero
- María Luisa Escobar
- Sylvia Constantinidis
- Teresa Carreño

### Polítiques
- Adina Bastidas
- Adriana Pichardo
- Ana Mercedes Díaz Cardozo
- Andreína Tarazón
- Aura Celina Casanova
- Blanca Eekhout
- Blanca Ibáñez
- Carmen Meléndez
- Cilia Flores
- Delcy Rodríguez
- Delsa Solórzano
- Dia Nader de El-Andari
- Doris Benegas
- Elena Frías de Chávez
- Fabiana Rosales
- Gladys Requena
- Irene Sáez
- Iris Varela
- Ismenia Villalba
- Ixora Rojas Paz
- Jacqueline Faría
- Laidy Gómez
- Lilian Tintori
- Lina Ron
- Liris Sol Velásquez
- Luisa Ortega Díaz
- María Bolívar
- María Corina Machado
- María Teresa Castillo
- Marleny Contreras
- Mercedes Pulido
- Nosliw Rodríguez
- Patricia Gutiérrez
- Tania Díaz
- Victoria Mata